# Vuelta a Colombia 1954
La 4.ª edición de la competencia de ciclismo masculino en ruta Vuelta a Colombia se disputó en quince etapas entre el 12 de enero y el 31 de enero de 1954 con inicio y final en la capital del país Bogotá y recorriendo los departamentos de Cundinamarca, Boyacá, Santander, Norte de Santander, Antioquia, Viejo Caldas, Tolima, y Valle del Cauca.
El antioqueño Ramón Hoyos Vallejo en representación del equipo de Fuerzas Armadas se coronó por segunda vez como campeón de la Vuelta con un tiempo de 64 h, 41 min y 12 s.

## Equipos participantes
Un total de 8 equipos participaron en la carrera, de los cuales se tenían 6 ligas departamentales, 1 representante de las Fuerzas Armadas y 1 equipo conformado por corredores independientes.
| Equipo                                                           | Categoría  |
| ---------------------------------------------------------------- | ---------- |
| Antioquia                                                        | Aficionado |
| Caldas                                                           | Aficionado |
| Cundinamarca                                                     | Aficionado |
| Fuerzas Armadas                                                  | Aficionado |
| Santander                                                        | Aficionado |
| Tolima                                                           | Aficionado |
| Valle                                                            | Aficionado |
| Independientes (Atlántico, Boyacá, Cauca, Cundinamarca, Ecuador) | Aficionado |

## Etapas[3]
| Etapa      | Fecha       | Recorrido                                | Distancia (km)                           | Ganador                                  | Líder                                    |
| ---------- | ----------- | ---------------------------------------- | ---------------------------------------- | ---------------------------------------- | ---------------------------------------- |
| 1.ª etapa  | 12 de enero | Bogotá - Duitama                         | 222                                      | Héctor Mesa Monsalve                     | Héctor Mesa Monsalve                     |
| 2.ª etapa  | 13 de enero | Duitama - Málaga                         | 173                                      | Ramón Hoyos Vallejo                      | Ramón Hoyos Vallejo                      |
| 3.ª etapa  | 14 de enero | Chitagá - Cúcuta                         | 125                                      | Ramón Hoyos Vallejo                      | Ramón Hoyos Vallejo                      |
|            | 15 de enero | Descanso en Cúcuta - Traslado a Pamplona | Descanso en Cúcuta - Traslado a Pamplona | Descanso en Cúcuta - Traslado a Pamplona | Descanso en Cúcuta - Traslado a Pamplona |
| 4.ª etapa  | 16 de enero | Pamplona - Bucaramanga                   | 132                                      | Ramón Hoyos Vallejo                      | Ramón Hoyos Vallejo                      |
|            | 17 de enero | Descanso en Bucaramanga                  | Descanso en Bucaramanga                  | Descanso en Bucaramanga                  | Descanso en Bucaramanga                  |
| 5.ª etapa  | 18 de enero | Bucaramanga - El Socorro                 | 127                                      | Justo Londoño                            | Ramón Hoyos Vallejo                      |
|            | 19 de enero | Traslado de El Socorro a Santiago        | Traslado de El Socorro a Santiago        | Traslado de El Socorro a Santiago        | Traslado de El Socorro a Santiago        |
| 6.ª etapa  | 20 de enero | Santiago - Medellín                      | 80                                       | Justo Londoño                            | Ramón Hoyos Vallejo                      |
|            | 21 de enero | Descanso en Medellín                     | Descanso en Medellín                     | Descanso en Medellín                     | Descanso en Medellín                     |
| 7.ª etapa  | 22 de enero | Medellín - Caramanta                     | 138                                      | Justo Londoño                            | Ramón Hoyos Vallejo                      |
|            | 22 de enero | Traslado de Caramanta a Riosucio         | Traslado de Caramanta a Riosucio         | Traslado de Caramanta a Riosucio         | Traslado de Caramanta a Riosucio         |
| 8.ª etapa  | 23 de enero | Riosucio - Cartago                       | 111                                      | Óscar Salinas                            | Ramón Hoyos Vallejo                      |
| 9.ª etapa  | 24 de enero | Cartago - Cali                           | 210                                      | Benjamín Jiménez                         | Ramón Hoyos Vallejo                      |
|            | 25 de enero | Descanso en Cali                         | Descanso en Cali                         | Descanso en Cali                         | Descanso en Cali                         |
| 10.ª etapa | 26 de enero | Tramo 1: Cali - Palmira                  | 35                                       | Ramón Hoyos Vallejo                      | Ramón Hoyos Vallejo                      |
| 10.ª etapa | 26 de enero | Tramo 2: Palmira - Sevilla               | 115                                      | Ramón Hoyos Vallejo                      | Ramón Hoyos Vallejo                      |
| 11.ª etapa | 27 de enero | Sevilla - Armenia                        | 70                                       | Héctor Mesa Monsalve                     | Ramón Hoyos Vallejo                      |
| 12.ª etapa | 28 de enero | Armenia - Ibagué                         | 100                                      | Ramón Hoyos Vallejo                      | Ramón Hoyos Vallejo                      |
| 13.ª etapa | 29 de enero | Ibagué - Girardot                        | 88                                       | Juan Esteban Montoya                     | Ramón Hoyos Vallejo                      |
|            | 30 de enero | Descanso en Girardot                     | Descanso en Girardot                     | Descanso en Girardot                     | Descanso en Girardot                     |
| 14.ª etapa | 31 de enero | Girardot - Bogotá                        | 140                                      | Efraín Forero                            | Ramón Hoyos Vallejo                      |

## Clasificaciones finales

### Clasificación general
Los diez primeros en la clasificación general final fueron:
| Clasificación general |                      |                 |                   |
| Ciclista              | Ciclista             | Equipo          | Tiempo            |
| --------------------- | -------------------- | --------------- | ----------------- |
| 1.º                   | Ramón Hoyos Vallejo  | Fuerzas Armadas | 64 h 41 min 12 s  |
| 2.º                   | Justo Londoño        | Antioquia       | + 47 min 12 s     |
| 3.º                   | Héctor Mesa Monsalve | Antioquia       | + 53 min 21 s     |
| 4.º                   | Efraín Forero        | Cundinamarca    | + 59 min 59 s     |
| 5.º                   | Juan Montoya         | Antioquia       | + 1 h 56 min 56 s |
| 6.º                   | Óscar Salinas        | Valle           | + 3 h 17 min 22 s |
| 7.º                   | Roberto Cano         | Fuerzas Armadas | + 3 h 46 min 16 s |
| 8.º                   | Carlos Orejuela      | Antioquia       | + 4 h 26 min 50 s |
| 9.º                   | Antonio Isaza        | Fuerzas Armadas | + 4 h 28 min 40 s |
| 10.º                  | Yezid Calderon       | Valle           | + 4 h 43 min 03 s |

### Clasificación por equipos
| Clasificación por equipos |                 |                   |
| Equipo                    | Equipo          | Tiempo            |
| ------------------------- | --------------- | ----------------- |
| 1.º                       | Antioquia       | 197 h 41 min 05 s |
| 2.º                       | Fuerzas Armadas | + 6 h 47 min 47 s |
| 3.º                       | Valle           | + 8 h 49 min 46 s |